# Alixan
Alixan ist eine französische Gemeinde mit 2698 Einwohnern (Stand 1. Januar 2022) im Département Drôme in der Region Auvergne-Rhône-Alpes.

## Geografie
Alixan liegt in Südfrankreich 71 Kilometer südöstlich von Saint-Étienne, etwa elf Kilometer nordöstlich von Valence, dem Sitz der Unterpräfektur des Arrondissements, und 7,2 Kilometer südwestlich von Bourg-de-Péage, dem Hauptort des Kantons, auf einer mittleren Höhe von 194 Metern über dem Meeresspiegel. Die Mairie steht auf einer Höhe von 189 Metern. Nachbargemeinden von Alixan sind Châteauneuf-sur-Isère im Nordwesten, Chatuzange-le-Goubet im Nordosten, Montélier im Süden und Saint-Marcel-lès-Valence im Westen. Das Gemeindegebiet hat eine Fläche von 2828 Hektar. Davon werden etwa 2200 landwirtschaftlich genutzt.
Die Gemeinde ist einer Klimazone des Typs Cfb (nach Köppen und Geiger) zugeordnet: Warmgemäßigtes Regenklima (C), vollfeucht (f), wärmster Monat unter 22 °C, mindestens vier Monate über 10 °C (b). Es herrscht Seeklima mit gemäßigtem Sommer.

## Geschichte
Die Befestigungsanlagen und die Burg von Alixan wurden ab dem Jahr 915 auf einem Hügel aus Molasse gebaut. Die weiteren Bauten erfolgten in Kreisen um die ersten Bauwerke herum, deshalb ist Alixan aus der Luft gesehen eine kreisförmige Stadt. Der Ortsname wurde im Jahr 1067 erstmals urkundlich erwähnt. Damals gehörte die Ortschaft dem Bistum Valence.
Im 19. Jahrhundert fanden große Veränderungen statt, Teile der alten Befestigungsanlagen wurden zerstört. 1850 verlor Alixan einen Teil des Gemeindegebiets an Saint-Marcel-lès-Valence.
Heute besteht Alixan aus drei Ringen, in deren Mitte die Kirche Saint-Didier aus dem 12. Jahrhundert und der Hof der Burg stehen. Die Burg wurde im Laufe der Zeit stark verändert und beherbergt heute die Mairie.

### Einwohnerentwicklung
Seit 1975 hat sich die Bevölkerungszahl aufgrund eines kontinuierlichen Wachstums verdoppelt.

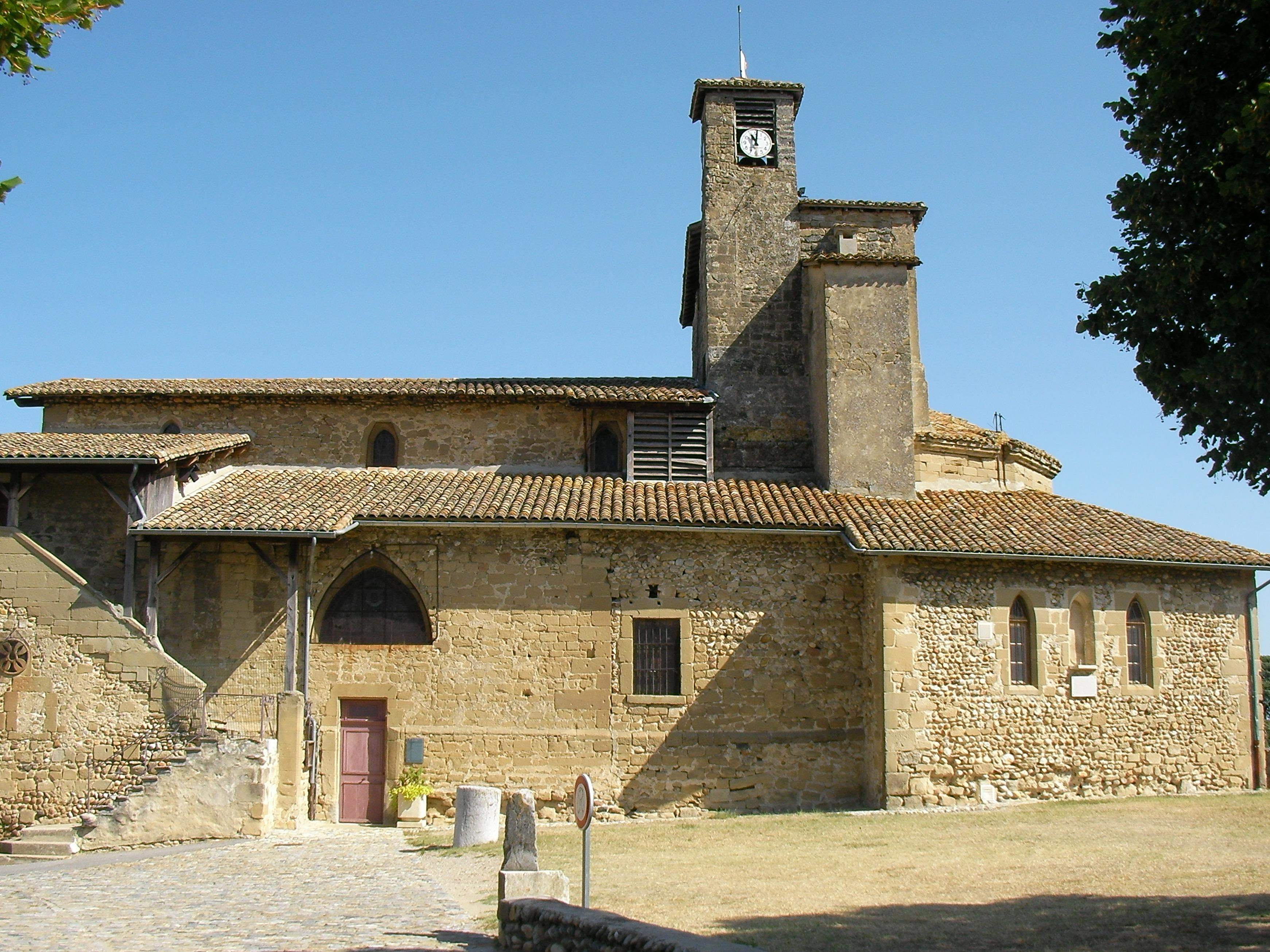
Die Kirche Saint-Didier

| Jahr                       | 1962 | 1968 | 1975 | 1982 | 1990 | 1999 | 2006 | 2017 |
| Einwohner                  | 1142 | 1149 | 1099 | 1335 | 1703 | 2080 | 2217 | 2509 |
| Quellen: Cassini und INSEE |      |      |      |      |      |      |      |      |

## Kultur und Sehenswürdigkeiten
Alixan gehört zur römisch-katholischen Pfarrei Saint Pierre des Monts du Matin  im Bistum Valence.
Die gotische Kirche Saint-Didier aus dem 12. Jahrhundert wurde teilweise aus Kieselgestein gebaut. Das Gebäude wurde 1927 teilweise in das Zusatzverzeichnis der denkmalgeschützten Gebäude Frankreichs eingetragen. Chor und monumentale Eingangstreppe sind seit 1984 als Monument historique klassifiziert.

### Lokale Produkte
Auf dem Gemeindegebiet gelten kontrollierte Herkunftsbezeichnungen (AOC) für Rindfleisch (Fin gras du Mézenc), Picodon und Walnüsse (Noix de Grenoble) sowie geschützte geographische Angaben (IGP) für Perlhühner (Pintadeau de la Drôme), Geflügel (Volailles de la Drôme), Raviole du Dauphiné und Weine der Bezeichnungen Collines Rhodaniennes, Comtés Rhodaniens, Drôme und Méditerranée. Rhodanien bedeutet ‚auf die Rhone bezogen, im Gebiet der Rhone‘. Die Rinder, aus denen Fin gras du Mézenc hergestellt wird, werden mit Heu gefüttert, das auf den Bergen eines bestimmten Gebiets gewachsen ist.

## Persönlichkeiten
- Joachim-Jérôme Quiot du Passage (1775–1849), General der Infanterie